# Marek Bajor
Marek Bajor, né le 10 janvier 1970 à Kolbuszowa (Pologne), est un footballeur polonais, qui évoluait au poste de défenseur à l'Igloopol Kolbuszowa, à l'Igloopol Dębica, au Widzew Łódź et à l'Amica Wronki.

## Carrière
- 1988-1989 :  Igloopol Kolbuszowa
- 1989-1991 :  Igloopol Dębica
- 1991-1998 :  Widzew Łódź
- 1998-2003 :  Amica Wronki [1]

## Palmarès

### En équipe nationale
- Médaillé d'argent aux Jeux olympiques d'été de 1992 à Barcelone

### Avec le Widzew Łódź
- Vainqueur du Championnat de Pologne en 1996 et 1997
- Vainqueur de la Supercoupe de Pologne en 1996

### Avec l'Amica Wronki
- Vainqueur de la Coupe de Pologne en 1998, 1999 et 2000
- Vainqueur de la Supercoupe de Pologne en 1998 et 1999